# Discussion Lake
Discussion Lake är en sjö i Antarktis. Den ligger i Östantarktis. Australien gör anspråk på området. Discussion Lake ligger 3 meter över havet. Den ligger vid sjön Xiaochang Hu.
I övrigt finns följande vid Discussion Lake:
- Broknes (en udde)
- Daliang Shan (en kulle)